# Cabo Corso
Cabo Corso var en svensk handelskoloni som købtes i 1650. Kolonien lå ved den vestafrikanske sydkyst i det nuværende Ghana, overvejende i og omkring nutidens Cape Coast. Cabo Corso blev købt i 1650 af det Svenske Afrikanske Kompagni og var i svensk eje i 11 år mellem 1650–1658 og 1660–1663. I april 1663 blev besiddelsen kortvarigt overtaget af Danmark og integreret som en del af den danske guldkyst, kendt som Elfenbenskysten, men blev atter tabt, først til Nederlandene, senere til England.

## Etymologi
Cabo Corso havde svensk tilknytning i blot 13 år. Under besiddelsens samtid talte man ikke om "Svenska guldkusten" (den svenske guldkyst) men fortsatte i stedet med at bruge det portugisiske navn Cabo Corso, og Cabo Corso er det navn, som anvendes af historikere samt af opslagsværker.

## Baggrund
Fra og med 1480'erne begyndte portugiserne at opbygge handelsstationer og beskyttende forter langs den vestafrikanske guldkyst, hvorefter også andre europæiske søfarernationer indledte handel i området og gradvis styrkede deres stilling. I 1642 mistede portugiserne kontrollen efter flere års kampe med det maritimt stærkere Nederlandene. Hollænderne erobrede kolonien og overtog flere af forterne. Ved midten af 1650'erne havde alle større europæiske søfarernationer handelsstationer langs Guldkysten. Også i Sverige udvikledes tanken om handel i Afrika, og i 1649 grundlagdes det Svenske Afrikanske Kompagni.

## Etableringer på kysten
Den første handelsstation grundlagdes i 1650 af det Afrikanske kompagni, et handelskompagni som oprettedes af Louis De Geer (1622–1695) ved et privilegiebrev (oktroj) udstedt af Dronning Kristina. Kompagniet havde fået svensk monopol på al handel syd for De Kanariske Øer. Området var på daværende tidspunkt beboet af Fante (eller fanti) som tilhørte kongeriget Efutu (eller Fetu) og den 22. april indgik kompagniet en aftale om køb af land med kongen af Efutu. Fante og Efutu er undergrupper af folkegruppen Akan og taler Akan-sprog.

## Beliggenhed og indretning
Områderne i svensk Cabo Corso lå i nutidens Cape Coast ved Guineabugten i Vestafrika; i det som senere skulle blive en del af den britiske koloni Guldkysten. I samme område men på delvist andre tidspunkter opholdt sig tillige danskere, portugisere, franskmænd, hollændere, preussere og briter, ofte med handelsstationer eller forter nær hinanden. Den svenske koloni på kysten bestod af to handelsstationer – faktorier – og et hovedfort i Cabo Corso. Yderligere to mindre forter (Fort Witsen og Fort William) opførtes langs kysten og andre blev overtagne fra Holland og Danmark.
- Accara faktori
øst for Fort Carolusborg
- Fort Apollonia
svensk eje 1655–1657, nu Benyin, Vestregionen
- Fort Batenstein (også Batensteyn) 
svensk eje 1650–1656, nu Butri ved Sekondi-Takoradi, Vestregionen
- Fort Carolusborg (også Karlsborg og Cape Coast Castle) 
svensk eje 1650–1658 og 1660–1663, nu Cape Coast, Centralregionen
- Fort Christiansborg (også Osu Castle) 
hovedlokalitet, svensk eje 1652–1658, nu Osu
- Gemoree faktori
øst for Fort Carolusborg
- Fort William (også Anomabo) 
svensk eje 1650–1657, nu Anomabu, Centralregionen
- Fort Witsen (også Taccorari) 
svensk eje 1653–1658, nu Sekondi-Takoradi, Vestregionen

## Koloniens ledere
Hver af de tre svenske administrative koloniledere havde forskellige titler:
- Direktør: Hendrik Carloff, 22. april 1650 – 1656
- Guvernør: Johan Filip von Krusenstierna (søn af Philipp Crusius), 1656 – februar 1658, 1659 – 1660
- Kommandør: Tönnies Voss, 16. – 22. april 1663

## Historie

### 1650–1658
I 1650 blev det Afrikanske Kompagnis første ekspedition sendt ud under ledelse af Henrik Carloff. Carloff var tysk, født i Rostock og havde arbejdet længe for Nederlandene. Den 22. april indgik kompagniet en aftale med kongen af Efutu (Fetu) om erhvervelse af land omkring Cabo Corso til kompagniets disposition. Et svensk fort blev opført på stedet og fik navnet Carolusborg (Karlsborg) efter kongen Karl X Gustav. Handelen via fortet var rettet mod tømmer og guld, og Henrik Carloff var den første direktør. Fortet anvendtes tillige ved Den svenske slavehandel.
I 1652 begyndte man at bygge en mindre befæstning i Orsu (Osu) ikke langt fra det gamle Accra efter, at Carloff havde fået tilladelse til dette af kongen af Accra, som han handlet med tidligere.
I 1654 blev en ny aktietegning i det Afrikanske Kompagni udbudt. Kompagniet ledtes derefter i praksis af det statslige Kommerskollegium sammen med Louis de Geer. To år senere, 1656, udnævntes Johan Filip von Krusenstierna til ny guvernør i Cabo Corso efter anklager mod Carloff om, at han bedrev illegal handel i eget regi. Han forlod Cabo Corso men vendte tilbage den 27. januar 1658 med et dansk kaperskib, Glückstadt. Carloff erobrede Fort Carolusborg og Fort Christiansborg til fordel for Danmark med hjælp af cirka 2.000 lokale fetukrigere, og fortet blev gjort til en del af den Danske guldkyst. For Sveriges konge Karl X Gustav blev dette en af flere årsager til at indlede den anden danske krig.

### 1660–1663
Efter Freden i København i 1660 skulle Cabo Corso tilbagegives til Sverige. Det viste sig dog, at Carloffs medarbejder Schmidt i marts 1659 på sin side havde solgt kolonien til Nederlandene og var forsvundet med pengene. Besiddelsen var derfor under nederlandsk kontrol. Den lokale befolkning gjorde dog snart oprør mod hollænderne, og kongen af Futu tilbød Sverige at genovertage kontrollen i december 1660. Nye ekspeditioner blev sendt til kolonien, som forblev svensk i yderligere et års tid. Nederlandene generobrede Karlsborg den 20. april 1663 efter et langvarigt forsvar under den svenske kommandør Tönnies Voss (Anton Voss).

## Eftermæle
Den 9. maj 1664 erobredes området af England og blev del i den Britiske Guldkyst. I 1821 omstruktureredes hele området til Gold Coast Territory, og 1828 til koloni indtil, at Ghana blev selvstændig nation i 1957.